# Warnantella
Warnantella es un género de foraminífero bentónico de la familia Pseudoammodiscidae, de la superfamilia Earlandioidea, del suborden Fusulinina y del orden Fusulinida. Su especie tipo es Glomospira flexuosa. Su rango cronoestratigráfico abarca desde el Namuriense (Carbonífero inferior) hasta el Moscoviense (Carbonífero superior).

## Discusión
Algunas clasificaciones más recientes incluyen Warnantella en la superfamilia Pseudoammodiscoidea, el suborden Archaediscina, del orden Archaediscida, de la subclase Afusulinana y de la clase Fusulinata.

## Clasificación
Warnantella incluye a las siguientes especies:
- Warnantella flexuosa †
- Warnantella subquadrata †